# Epalpus pallitarsis
Epalpus pallitarsis är en tvåvingeart som beskrevs av Camillo Rondani 1850. Epalpus pallitarsis ingår i släktet Epalpus och familjen parasitflugor.
Artens utbredningsområde är Venezuela. Inga underarter finns listade i Catalogue of Life.